# Hadromerida
Gli Adromeridi (Hadromerida Topsent, 1894) sono un ordine di spugne marine appartenente alla classe Demospongiae.

## Tassonomia
L'ordine comprende le seguenti famiglie:
- Acanthochaetetidae Fischer, 1970
- Clionaidae d'Orbigny, 1851
- Hemiasterellidae Lendenfeld, 1889
- Placospongiidae Gray, 1867
- Polymastiidae Gray, 1867
- Spirastrellidae Ridley & Dendy, 1886
- Stelligeridae Lendenfeld, 1898
- Stylocordylidae Topsent, 1892
- Suberitidae Schmidt, 1870
- Tethyidae Gray, 1848
- Timeidae Topsent, 1928
- Trachycladidae Hallmann, 1917

### Alcune specie

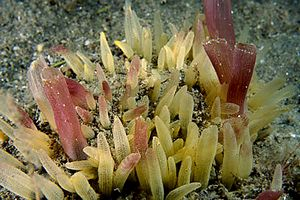
Polymastia mamillaris (Polymastiidae)
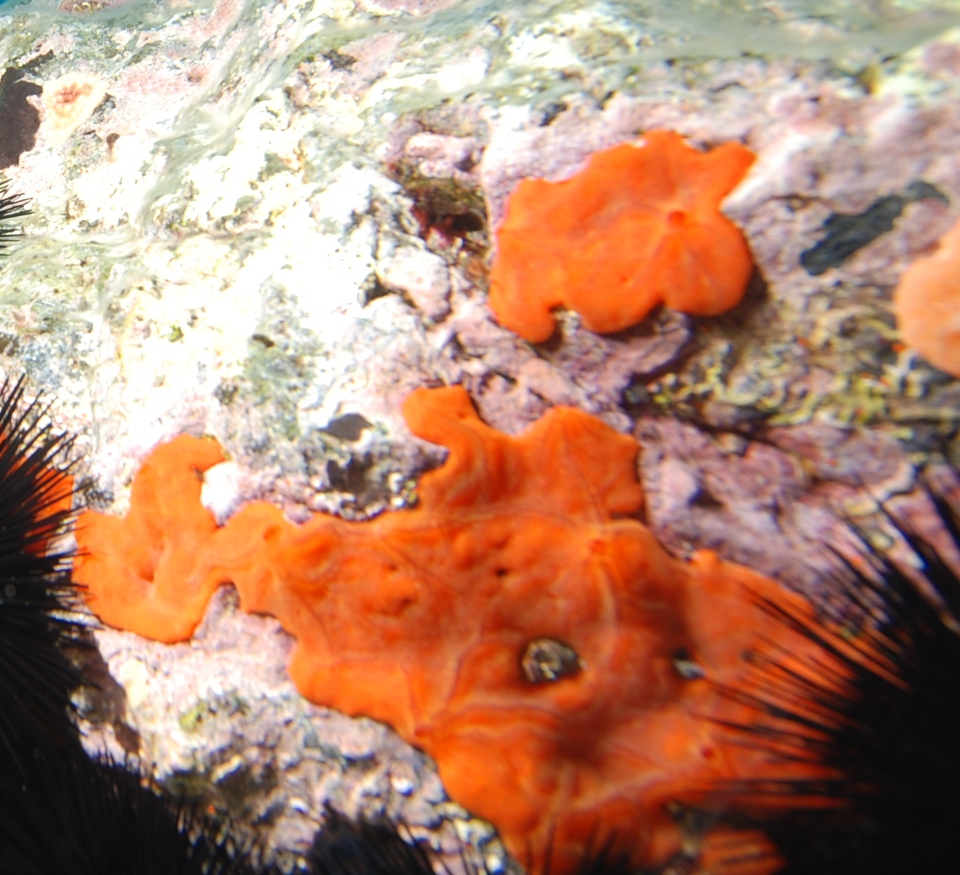
Spirastrella cunctatrix (Spirastrellidae)
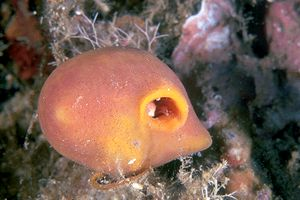
Suberites domuncula (Suberitidae)